# Philodendron hederaceum
Espèce
Philodendron hederaceum est une espèce de plantes de la famille des Aracées.